# アナとオットー
『アナとオットー』（Los Amantes del Círculo Polar）は1998年のスペインの映画。フリオ・メデム監督のラブストーリー。ゴヤ賞にて2部門受賞した。原題は「北極圏の恋人達」の意。

## ストーリー
アナとオットーは8歳のとき、ある森の中で運命的な出会いをする。その後、ふとしたことがきっかけでアナの母親とオットーの父親が再婚、二人は義理の兄妹となる。兄妹となっても二人は愛し合うようになる。しかし、オットーの母の死をきっかけにオットーは家を出、二人は離ればなれとなる。

## キャスト
| 役名             | 俳優                 | 日本語吹替 |
| ---------------- | -------------------- | ---------- |
| オットー         | フェレ・マルティネス | 綱島郷太郎 |
| アナ             | ナイワ・ニムリ       | 山像かおり |
| 幼い頃のオットー | ナンチョ・ノヴァ     | 近藤玲子   |
| 幼い頃のアナ     | サラ・バリエンテ     | 岩居由希子 |

- その他の日本語吹き替え：田中正彦／野沢由香里／八十川真由野／成田剣／後藤哲夫／小島敏彦／金子由之／大平泉／水野光太

## 製作
撮影はマドリッドとフィンランドで行われた。

## 参照
1. ↑  “Lovers of the Arctic Circle”. Box Office Mojo.  Amazon.com. 2012年1月30日閲覧。
2. ↑  “Filming Locations for Los Amantes del Círculo  Polar”. 2008年8月22日閲覧。